# NGC 509

NGC 509

NGC 509 هي مجرة تتبع كوكبة الحوت. اكتشفها ألبرت مارث في 1 أكتوبر 1864.

## روابط خارجية
- NGC 509 على موقع ويكي سكاي: DSS2, SDSS, GALEX, IRAS, Hydrogen α, X-Ray, Astrophoto, Sky Map, Articles and images